# Trần Lệ Xuân

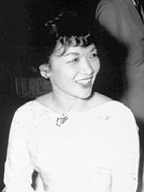
Trần Lệ Xuân

Trần Lệ Xuân, detta Madame Nhu (Hanoi, 22 agosto 1924 – Roma, 24 aprile 2011), è stata una politica vietnamita.

## Biografia
Fu la moglie del fratello minore e principale consigliere politico del presidente del Vietnam del Sud Ngô Đình Nhu.  Fu considerata la mente dietro al regime autocratico di Diem.